# تضاريس تاجية (فلك)

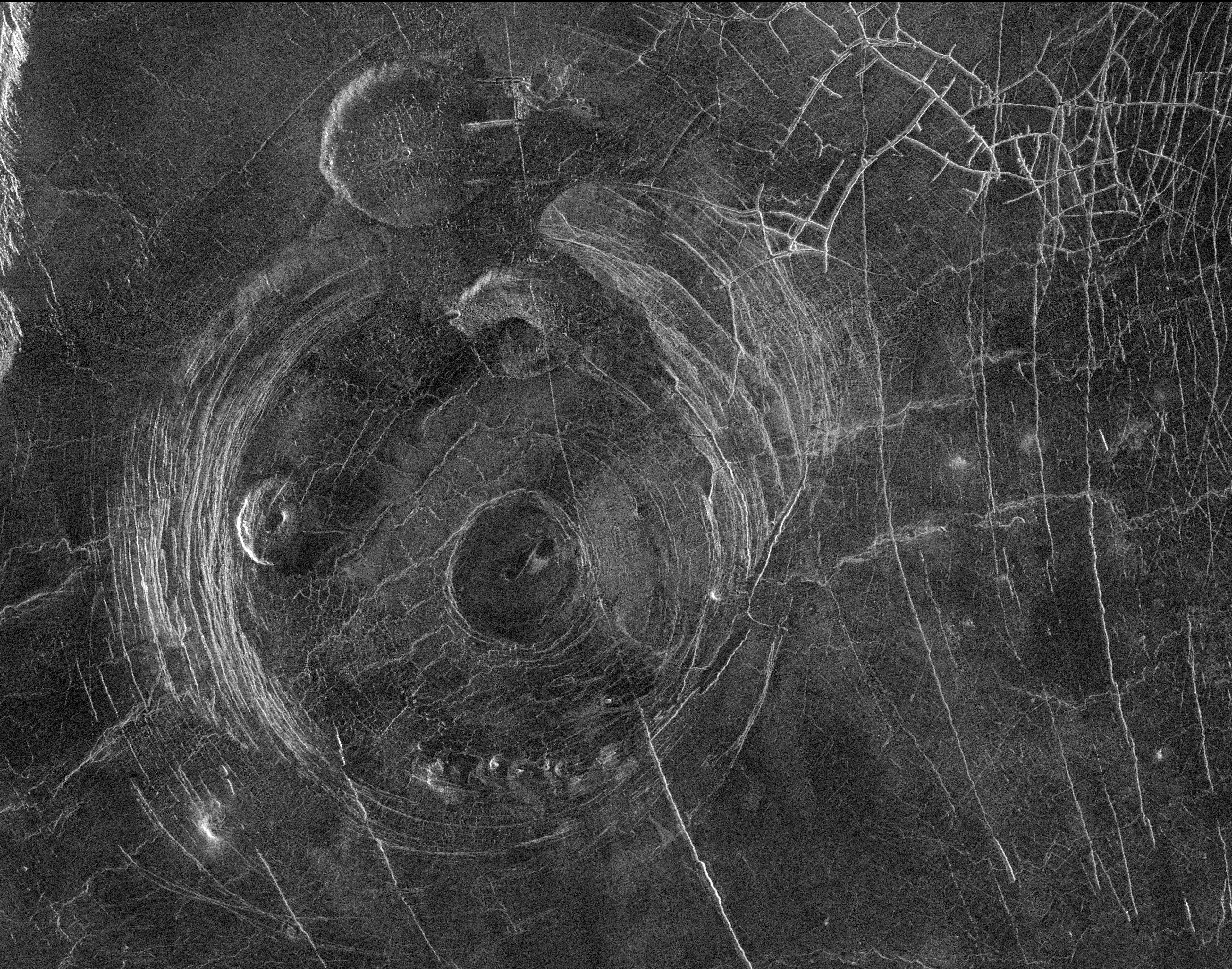
صورة تظهر تاج فوتلا (تضاريس)، من التضاريس التاجية على سطح الزهرة.

تضاريس تاجية أو "تاج" (بالإنجليزية: Corona)‏، هي تشكيلات جيولوجية بيضاوية أو دائرية الشكل يمكن إيجادها على كوكب الزهرة وعلى قمر كوكب أورانوس ميراندا، يعتقد بأنها تكونت بفعل عمليات إرتفاع المواد الساخنة تحت سطح الكوكب.

## على كوكب الزهرة
يظهر بشكل واضح على سطح الزهرة إنتشار التضاريس الجيولوجية الناتجة عن البراكين البازلتية والعمليات التكتونية والتضاريس التاجية، وألتي هي تشكيلات كبيرة الحجم يصل قطرها إلى عدة مئات من الكيلومترات، سميت بالتاجية لأنها تشبه شكل التاج تم تحديدها لأول مرة عام 1983، عندما قام مسباري فينيرا 15 و16 بإلتقاط صور رادارية عالية الدقة لتضاريس كان يظن في البداية أنها حفر نيزكية.

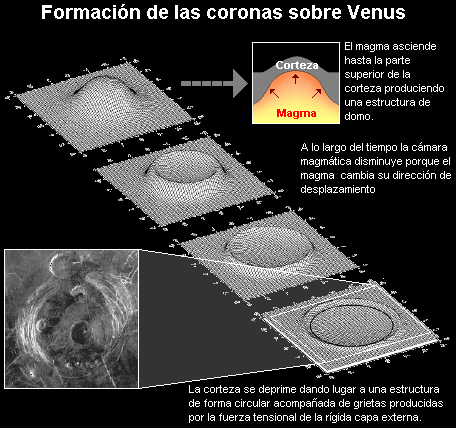
صورة توضح آلية تشكل التيجان.

يعتقد أن التضاريس التاجية تتشكل عندما تدفع المواد الساخنة والصهارة المرتفعة من طبقة الوشاح قشرة الكوكب لتولد شكل القبة، عندما تبرد هذه المواد تنهار القبة من الوسط دافعةً الصهارة إلى الطرف الخارجي منها مولدةً شكلاً يشبه التاج.
أكبر تشكيل تاجي على كوكب الزهرة هو أرتيميس [الإنجليزية] بقطر يصل إلى 2,100 كـم (1,300 ميل).

## على قمر ميراندا
على قمر ميراندا التابع لكوكب أورانوس تظهر تشكيلات تاجية كبيرة جداً مقارنةً بحجمه ويعتقد بأنها تشكلت بفعل حركة وتقلبات الثلج تحت سطح ذلك القمر.